# Осінець (Гнезненський повіт)
Осінець (пол. Osiniec) — село в Польщі, у гміні Ґнезно Гнезненського повіту Великопольського воєводства.
Населення — 651 особа (2011).
У 1975-1998 роках село належало до Познанського воєводства.

## Демографія
Демографічна структура станом на 31 березня 2011 року:
|          | Загалом | Допрацездатний вік | Працездатний вік | Постпрацездатний вік |
| -------- | ------- | ------------------ | ---------------- | -------------------- |
| Чоловіки | 331     | 92                 | 225              | 14                   |
| Жінки    | 320     | 96                 | 189              | 35                   |
| Разом    | 651     | 188                | 414              | 49                   |